# Bernhard Erasmus von Deroy
Bernhard Erasmus von Deroy (Mannheim, 11 dicembre 1743 – Polotsk, 23 agosto 1812) è stato un nobile e generale tedesco.
La sua carriera militare iniziò con la Guerra dei Sette anni, ma ebbe modo di emergere maggiormente nelle guerre rivoluzionarie francesi al fianco delle coalizioni anti-rivoluzionarie e poi come alleato del Primo impero francese durante le guerre napoleoniche. Von Deroy, assieme al collega Karl Philipp von Wrede, furono le personalità dominanti nel panorama militare bavarese nell'epoca napoleonica.

## Biografia

### I primi anni
Nato a Mannheim l'11 dicembre 1743, Bernhard Erasmus von Deroy era figlio del generale Matthias Bertram de Roy e di sua moglie, Elizabeth Christine von Hofstatt. Nominato alfiere nel reggimento del conte palatino Carlo Augusto ancora giovanissimo, combatté nella battaglia di Hastenbeck del 27 giugno 1757. Promosso tenente il 14 febbraio 1761 e capitano di una compagnia di fanteria il 5 settembre 1763, divenne maggiore il 30 ottobre 1775 e venne inserito nel reggimento di fanteria "duca di Zweibrücken". Venne elevato al rango di tenente colonnello nel reggimento di fanteria "Rodenhausen" l'8 giugno 1784. Il 21 dicembre 1787 fece ritorno al "duca di Zweibrücken" col grado di colonnello e ne divenne ufficiale comandante. Il 3 novembre 1792, Deroy venne promoso generale e nominato governatore militare della città di Mannheim, divenendo quindi anche responsabile delle fortificazioni locali che erano più volte state minacciate già dai francesi.

### Le guerre rivoluzionarie francesi
Il 23 ed il 24 dicembre, Deroy combatté sulla testa di ponte a Mannheim. Il 25 dicembre la testa di ponte cadde nelle mani dei francesi e quattro battaglioni austriaci vennero fatti prigionieri. La fortezza venne assediata l'anno successivo ed il tenente generale barone von Belderbusch capitolò il 20 settembre 1795. I francesi catturarono i 9200 uomini della guarnigione e 471 cannoni. Deroy lasciò la città il 22 settembre dopo essersi accordato per non combattere più la Francia.
La guerra della seconda coalizione scoppiò nel 1799 e nella primavera del 1800 il tenente generale Cristiano del Palatinato-Zweibrücken nominò Deroy quale comandante alla testa della 1ª brigata con 6000 uomini come parte dell'esercito austriaco. Il comando di Deroy includeva i battaglioni dei granatieri di Reuss, ed i reggimenti "Elettore di Baviera", "Morawitzky", "Duca Guglielmo", "Schlossberg" e alcune compagnie di carabinieri, tre squadroni di cavalleggera e una batteria di artiglieria a piedi e una di artiglieria a cavallo. Il 12 maggio, la 2ª brigata guidata da Karl Philipp von Wrede. Combatté nella battaglia del fiume Iller il 5 giugno e nella battaglia di Neuburg an der Donau il 27 giugno.

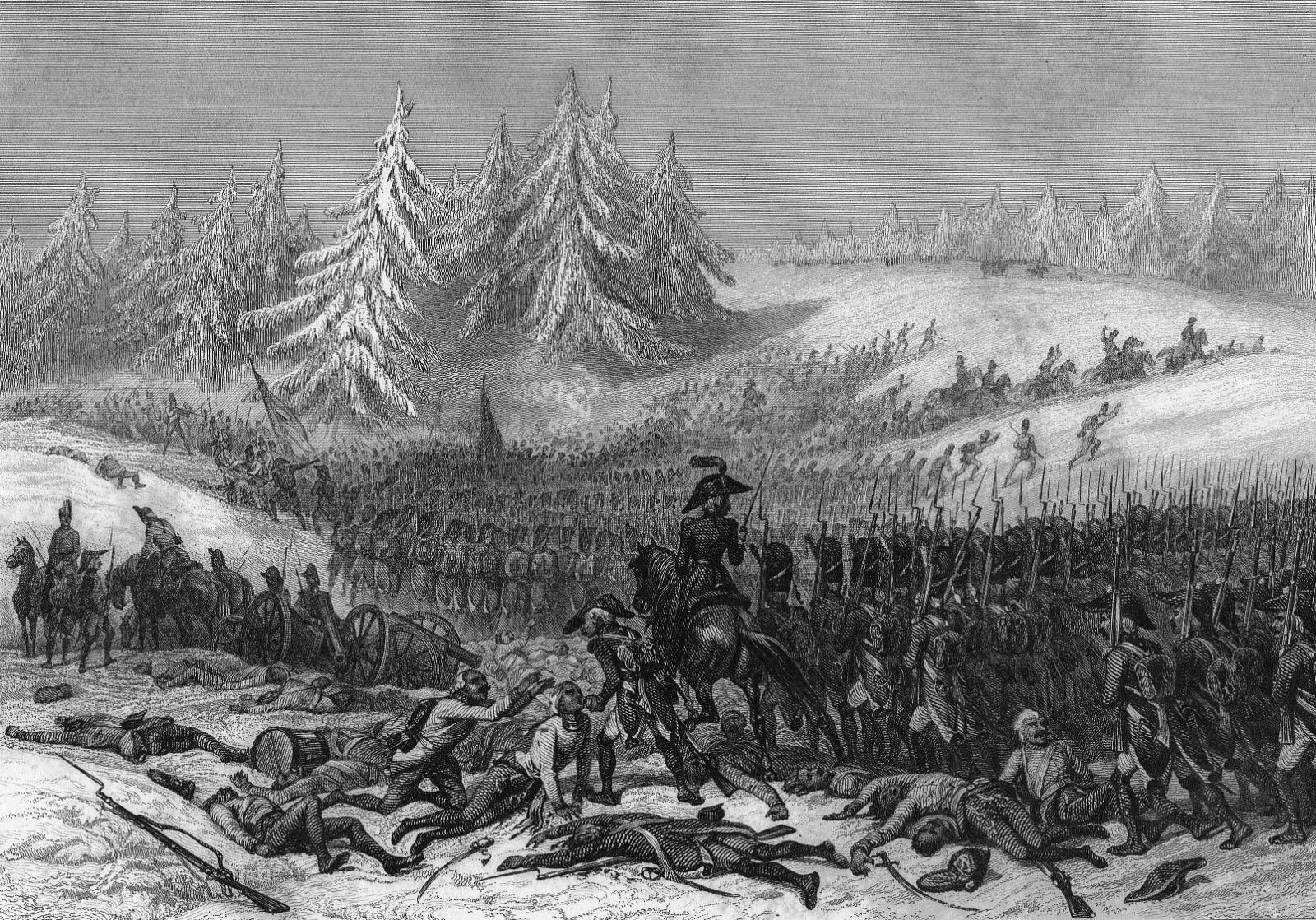
Deroy venne catturato dai francesi nella battaglia di Hohenlinden

La serie delle sconfitte subite dagli austriaci terminò con una tregua il 15 luglio 1800. L'armistizio venne concluso alla fine di novembre e l'inesperto comandante austriaco arciduca Giovanni d'Asburgo-Lorena riuscì ad assemblare 15.762 bavaresi e wurttemberghiani al di là del fiume Inn a ovest di Braunau am Inn. Il grosso delle truppe di Giovanni (65.500 uomini) si trovava poco più a est. Nella divisione bavarese del generale del Palatinato-Zweibrücken, Deroy guidò i battaglioni di fanteria "Reuss", "Metzen", "Schlossburg", "Stengel" e "Minucci".
Nella battaglia di Hohenlinden del 3 dicembre 1800, i bavaresi marciarono sotto il comando del generale Johann Kollowrat e accompagnati dall'arciduca Giovanni. La mattina presto, Kollowrat respinse il 108º reggimento di fanteria di linea francese coi suoi uomini. Nel disastro che seguì i successivi attacchi austriaci, Deroy e altri 18 alti ufficiali bavaresi divennero prigionieri di guerra assieme a migliaia di austriaci e bavaresi. Lo stesso generale Zweibrücken dovette prendere in prestito un cavallo alla sua artiglieria per fuggire dal campo, come pure fece l'arciduca.

## Le guerre napoleoniche

### 1805–1807
Nel 1801 l'elettore Massimiliano IV Giuseppe di Baviera nominò Deroy quale membro di una commissione per migliorare e riorganizzare l'esercito. Guidò una brigata a Landshut nel 1803, e nell'anno successivo sia lui che Wrede introdussero nuovi regolamenti militari. Il 21 aprile 1804, Deroy ricevette la promozione a tenente generale e venne decorato persino da Napoleone con la gran croce della Legion d'onore.
Quest'ultima decorazione gli pervenne in quanto, nel frattempo, la Baviera si era alleata segretamente con la Francia contro l'Austria. Quando scoppiò la guerra della terza coalizione nel settembre del 1805, l'esercito bavarese si ritirò a nord verso il fiume Meno in risposta all'invasione austriaca. Deroy comandò un corpo di due divisioni, inclusa la propria e quella di Wrede. Le armate francesi cancellarono ben presto l'esercito austriaco guidato da Karl Mack von Lieberich nella battaglia di Ulma il 20 ottobre. Questo rese libero il contingente bavarese di operare contro il Tirolo. Il 1º novembre, il colonnello bavarese Pompei riuscì a raggiungere Lofer, a sudovest di Salisburgo. Incoraggiato, Deroy ordinò l'attacco al passo di Strub, a otto chilometri da Lofer. La posizione era difesa da una brigata austriaca di 1500 uomini al comando di Franz Xaver Saint-Julien col supporto della milizia tirolese. L'assalto si risolse in un bagno di sangue, con 1200-1800 tra morti e feriti, incluso lo stesso Deroy. Saint-Julien perse appena 200 uomini e un cannone.
Il 1º marzo 1806, Deroy ricevette la gran croce dell'Ordine militare di Massimiliano Giuseppe. Nella guerra della quarta coalizione, Deroy venne posto sotto il comando del principe Girolamo Bonaparte. Prese parte a diversi assedi alle fortezze prussiane in Slesia tra il 1806 ed il 1807. Nel novembre del 1806, La 1ª divisione bavarese di Deroy pose l'assedio alla fortezza di Głowgów (Glogau). Dopo che i bavaresi furono sostituiti dai wurttemberghiani, la piazza d'armi si arrese il 2 dicembre. Marciò quindi verso Breslavia dove la sua divisione giunse il 18 dicembre. Il IX corpo d'armata del principe Girolamo era forte di 22.000 uomini e mantenne l'assedio sino al 6 gennaio 1807 quando la fortezza capitolò infine con 5300 prigionieri e 268 cannoni. Le perdite bavaresi ammontarono a 259 morti nell'operazione. Deroy avanzò quindi con 13.000 uomini per porre assedio alla fortezza di Brzeg (Brieg). Il 17 gennaio Brzeg si arrese consegnando ai francesi altri 1450 prigionieri.
Deroy pose assedio a Koźle (Kosel) il 24 gennaio, ma la fortezza oppose una straordinaria resistenza. Il 2 luglio i bavaresi abbandonarono l'impresa. Ora sottoposto al comando del generale Dominique Vandamme, Deroy prese parte alla cattura di Kłodzko (Glatz) il 24 giugno 1807. Si mosse quindi contro Srebrna Góra (Silberburg) con 6500 uomini, ma la guarnigione prussiana si rifiutò di arrendersi e quindi procedette al bombardamento della fortezza del 28 e 29 giugno. La pace di Tilsit pose fine agli scontri. Il 27 novembre, venne nominato consigliere privato del re di Baviera.

### Il 1809 ed il 1812

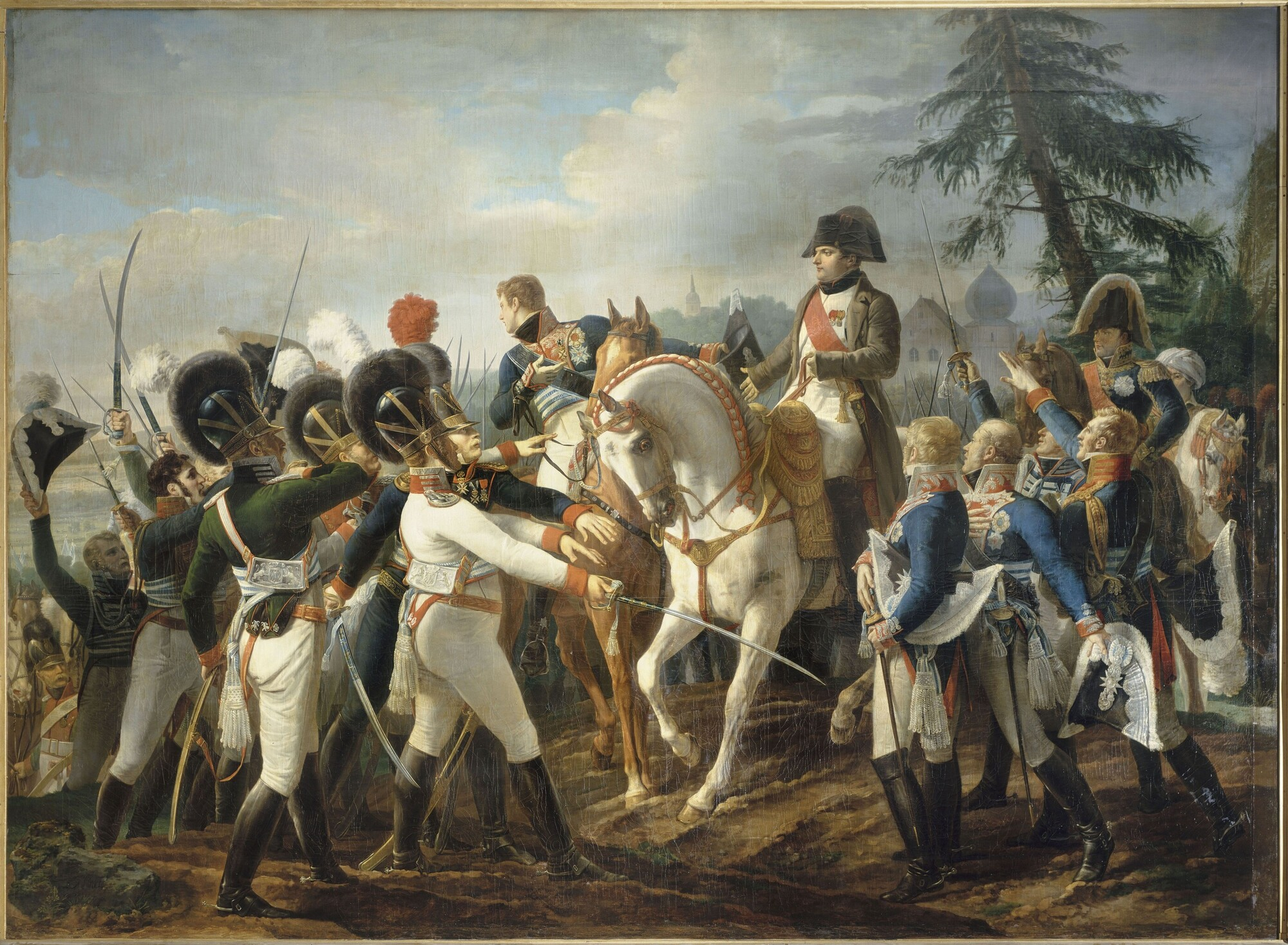
Napoleone si compiace coi soldati bavaresi

All'inizio della guerra della quinta coalizione, Deroy rinunciò al comando della 1ª divisione e lo cedette al principe ereditario Ludovico di Baviera e ottenne il comando della 3ª divisione, nel VII corpo d'armata. La sua unità era composta da sei reggimenti e da 18 pezzi d'artiglieria. Dopo l'invasione austriaca, Deroy si mantenne sulla riva ovest del fiume Isar davanti a Landshut il 16 aprile 1809. In una breve azione, ciascuna delle due parti perse circa 200 uomini tra morti e feriti. Dopo che una colonna austriaca riuscì a sfondare e ad attraversare il fiume a Moosburg, Deroy si ritirò attraversando Pfeffenhausen per giungere a Siegenburg. Sotto il comando del maresciallo François Joseph Lefebvre, Deroy presenziò ma non prese parte attiva alla battaglia di Abensberg del 20 aprile di quell'anno.
Il 21 aprile, mentre Napoleone vinceva la battaglia di Landshut a sud, Deroy combatteva contro il IV corpo d'armata austriaco guidato dal principe Franz Seraph von Rosenberg-Orsini, il quale avanzava verso il fianco destro del III corpo d'armata francese guidato dal generale Louis Nicolas Davout. Anche l'attacco di Deroy in quella giornata venne bloccato. I bavaresi persero 150 uomini, i francesi 1500 e gli austriaci quasi 3000.
Nella battaglia di Eckmühl del 22 aprile, Davout e Deroy avanzarono da ovest, mentre Napoleone dovette cedere la posizione a Rosenberg a sud. Gli austriaci mantennero comunque una posizione chiave chiamata Bettel Berg con 3000 fanti e 16 cannoni. La brigata di cavalleria di Deroy al comando del maggiore generale Seydewitz attaccò per prima e venne sconfitta dalla cavalleria leggera austriaca. Anche il contrattacco successivo della fanteria di Deroy non andò a segno. Sul finire del giorno, tre squadroni di cavalleria bavaresi caricarono nuovamente il nemico e vennero respinti dal fuoco dell'artiglieria austriaca che ad ogni modo venne sconfitta poco dopo dalla cavalleria pesante francese che conquistò la posizione. Alcuni elementi della cavalleria di Deroy presero parte alla famosa azione al chiar di luna presso Alteglofsheim in quella stessa notte.

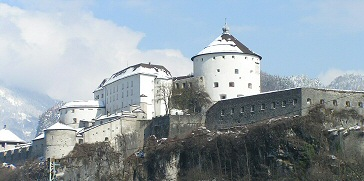
Deroy leva l'assedio alla fortezza di Kufstein l'11 maggio 1809.

Dopo Eckmühl e la battaglia di Neumarkt-Sankt Veit del 24 aprile, Napoleone chiese a Lefebvre di assediare Salisburgo e di andare in soccorso della guarnigione bavarese presso la fortezza di Kufstein. All'inizio di maggio, austriaci e tirolesi insieme sconfissero il maggiore generale Vincenti e la sua brigata mentre questo tentava di raggiungere Kufstein. A questo punto, Napoleone richiese a Lefebvre un'azione di salvataggio. L'11 maggio, Deroy salvò i 576 uomini della guarnigione che avevano resistito agli attacchi per un mese. Con le divisioni di Wrede e di Deroy, Lefebvre riuscì quindi a battere Johann Gabriel Chasteler de Courcelles nella Battaglia di Wörgl il 13 maggio. Chasteler, che stava sostenendo la ribellione tirolese, ottenne subito l'ordine di abbandonare l'area.
Innsbruck venne occupata ma la 3ª divisione di Deroy venne attaccata nella prima delle battaglie di Bergisel il 25 maggio 1809. Su 4000 soldati e 12 cannoni, i bavaresi riportarono 20-70 morti e 100-150 feriti. Gli austriaci ed i tirolesi guidati da Andreas Hofer riportarono 50 morti e 30 feriti. Scoraggiati dal mancato supporto locale, i tirolesi si ritirarono a sud. Tornarono ad attaccare nuovamente il 29 maggio nella seconda battaglia locale. I 5240 uomini di Deroy con 18 cannoni mantennero le loro posizioni, perdendo 87 uomini e riportando 156 feriti e 53 dispersi. I 1200 soldati regolari austriaci e i 13.600 tirolesi persero in tutto 90 uomini e riportarono 160 feriti. La mancanza di cibo e di munizioni, spinsero Dero a evacuare Innsbruck il 30 maggio ed a ritirarsi a Kufstein.

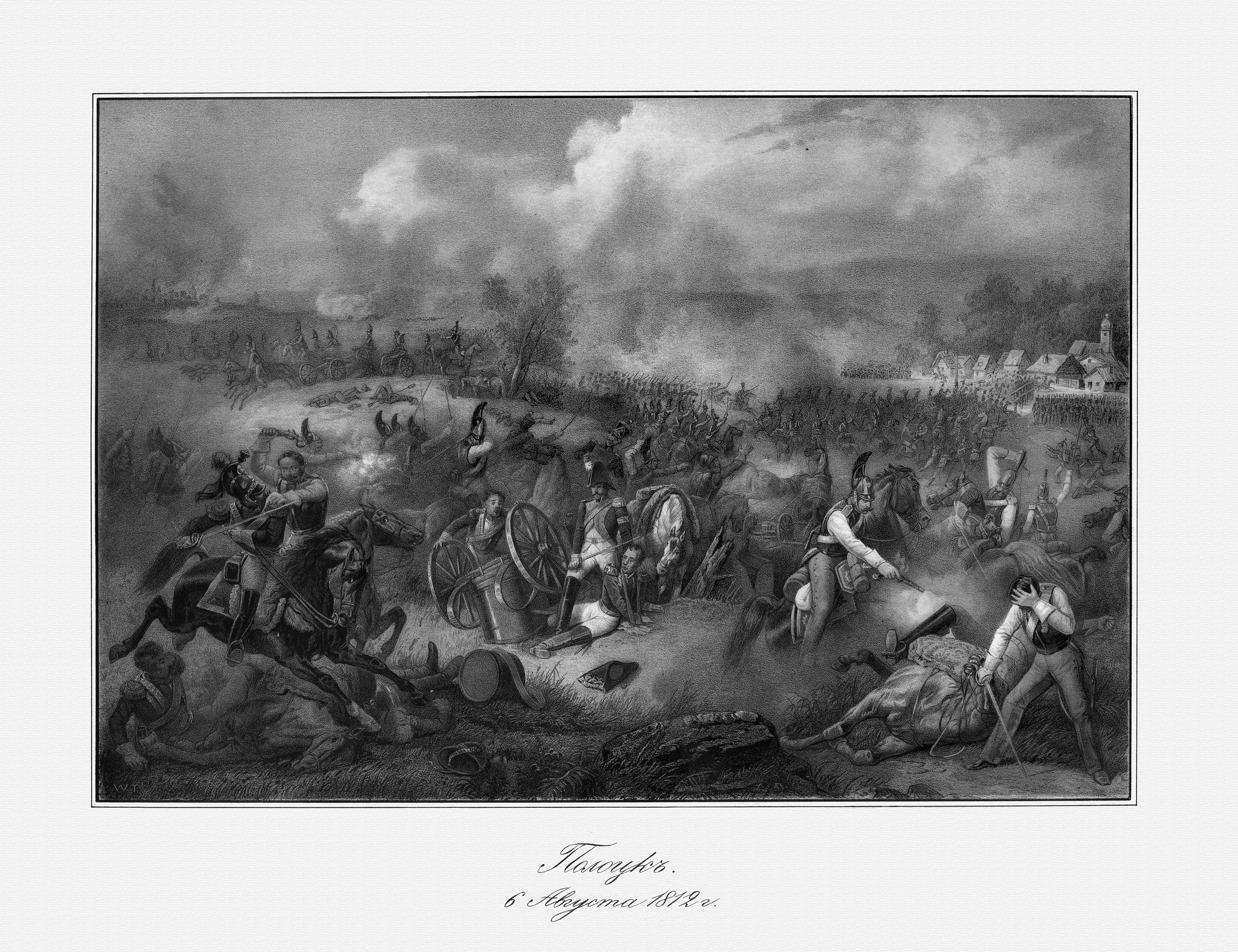
Deroy venne mortalmente ferito nella prima battaglia di Polotsk

Dopo la vittoria di Napoleone nella battaglia di Wagram il 5 e 6 luglio, Lefebvre e Deroy rioccuparono Innsbruck. Nella terza battaglia di Bergisel del 13 agosto, 18.000 tirolesi sconfissero i 3000 uomini di Deroy. I bavaresi subirono perdite per 200 morti e 250 feriti mentre gli irregolari persero 100 uomini e riportarono 220 feriti. Dopo aver preso degli ostaggi, Lefebvre ordinò un'altra ritirata ed il Tirolo poté dirsi sgombro da nemici il 18 agosto. Il 17 ottobre, i tirolesi vennero colti di sorpresa e battuti a Bodenbichl dal maggiore generale Rechberg. Dopo di ciò, tle tre divisioni del VII corpo d'armata ripresero il controllo del Tirolo. La quarta battaglia di Bergisel venne combattuta e vinta dalle truppe di Wrede il 1º novembre e la ribellione venne schiacciata. Deroy venne promosso generale di fanteria il 1º gennaio 1811.
Quando Napoleone invase l'Impero russo nel 1812, Deroy comandò la 19ª divisione di fanteria del VI corpo d'armata del generale Laurent de Gouvion-Saint-Cyr. Uno scoraggiato Deroy scrisse a re Massimiliano Giuseppe il 22 giugno dicendogli che non sapeva come avrebbe fatto a sopravvivere coi suoi uomini in quell'inferno. La marcia nei territori russi fu effettivamente difficile ed i bavaresi erano totalmente impreparati, scarsi nel cibo e senza i vestiti adeguati.

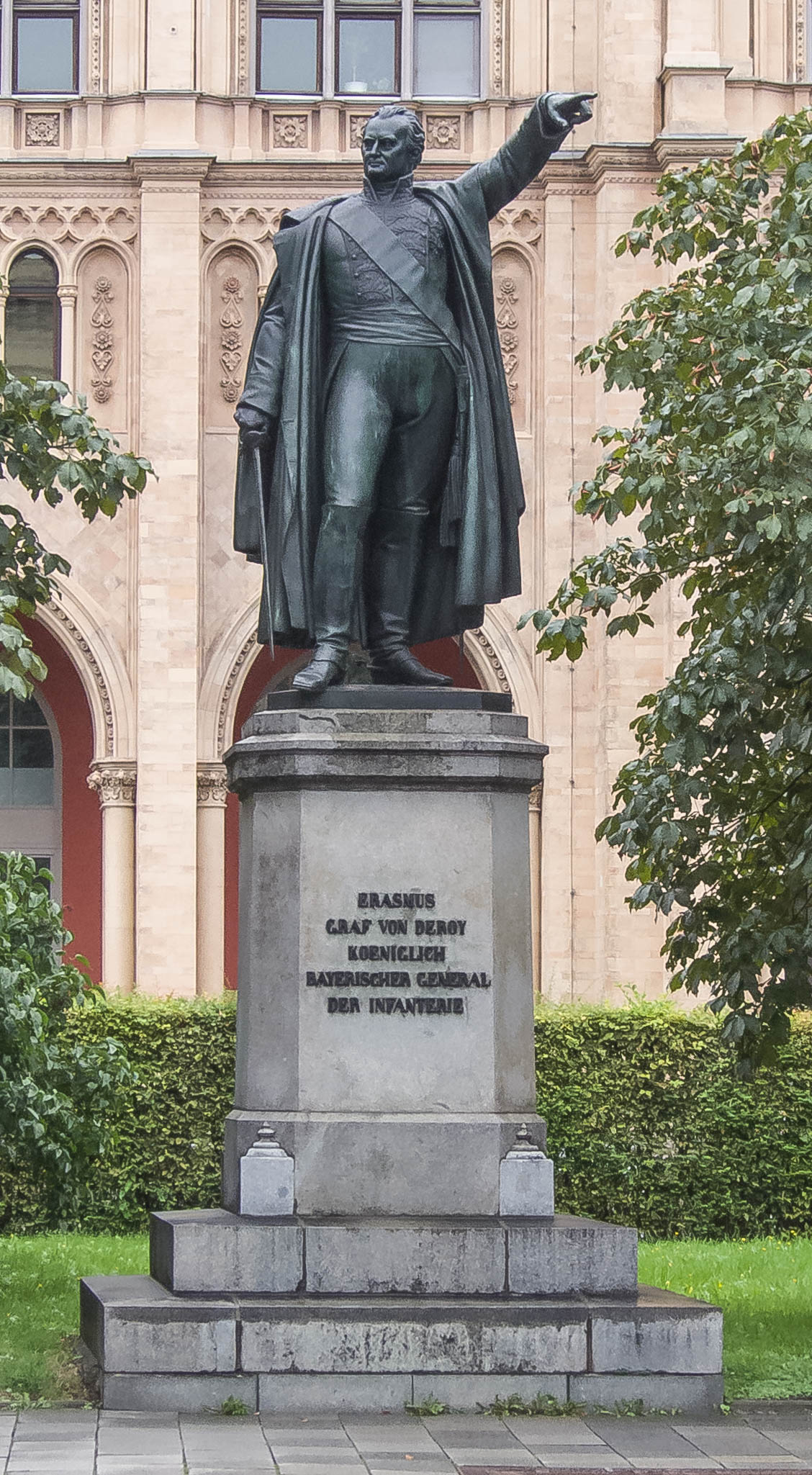
Statua di Deroy nella Maximilianstraße di Monaco di Baviera, opera di Johann Halbig

La prima battaglia di Polotsk iniziò il 16 agosto, col maresciallo Nicolas Oudinot al comando del II e del VI corpo d'armata contro il I corpo d'armata russo del generale Peter Wittgenstein. Il primo giorno di scontri, 30.000 russi sconfissero 24.000 francesi e lo stesso Oudinot rimase ferito. Saint-Cyr prese il comando delle truppe francesi e fece ritirare gran parte delle sue truppe a sud del fiume Daugava il 17 agosto. Costruì quindi un ponte provvisorio e spostò i suoi uomini a nord nella notte tra il 17 ed il 18 agosto. Alle 15:00, Saint-Cyr attaccò di sorpresa i russi col VI corpo d'armata bavarese alla sua destra, il II corpo d'armata francese al centro e la cavalleria francese sulla sinistra. Coperta dal bombardamento di 30 cannoni, La 19ª divisione di Deroy attaccò il villaggio di Spas mentre la 20ª divisione di Wrede attaccò a destra.
Durante l'attacco, Deroy venne colpito all'addome da una palla di moschetto. Continuò a guidare le sue truppe nel corso della battaglia, ma morì per questa ferita il 23 agosto 1812. Venne sepolto nella chiesa di San Saverio a Polotsk. In riconoscimento del servizio prestato, venne concesso un titolo nobiliare ereditario alla moglie e al figlio primogenito del generale.

## Matrimoni e figli
Bernhard Erasmus von Deroy sposò in prime nozze Anna Katharina von Weiler (1756–1798). Con lei ebbe un solo figlio:
- Franz Xaver Ferdinand von Deroy (1778–1829), sposò la baronessa Maria Theresia von Scherer (1778–1849)

Dopo la morte della prima moglie, il generale von Deroy si risposò con la baronessa Maria Franziska von Hertling (1765-1842), il cui fratello Philipp von Hertling (1756-1810) fu nonno del futuro cancelliere tedesco e primo ministro bavarese Georg von Hertling (1843-1919). Da questo matrimonio nacquero quattro figli:
- Maximilian Joseph von Deroy (1800-1830)
- Friederike Antonie von Deroy (1801-1894)
- Antonie Marie Anna von Deroy (1804–?), sposò il barone Franz von Tautphöus
- Philipp Aloys Erasmus von Deroy (1806–1848), sposò Hortense Henriette Sophie Amélie de Tascher de La Pagerie (1814–1898),  il cui padre Pierre Claude Louis Robert Tascher de La Pagerie (1787–1861) era a sua volta cugino della prima moglie di Napoleone, Joséphine de Beauharnais.